# Luitpold de Bavière
Pour les articles homonymes, voir Luitpold de Bavière (1901-1914), Luitpold de Bavière (1951) et Léopold de Bavière.
 (octobre 2019).
Si vous disposez d'ouvrages ou d'articles de référence ou si vous connaissez des sites web de qualité traitant du thème abordé ici, merci de compléter l'article en donnant les références utiles à sa vérifiabilité et en les liant à la section « Notes et références ».
Luitpold ou Léopold de Bavière (en allemand : Luitpold von Bayern et en grec moderne : Λεοπόλδος της Βαυαρίας / Leopóldos tis Bavarías), prince puis prince-régent de Bavière, est né le 12 mars 1821 à Wurtzbourg et mort le 12 décembre 1912 à Munich. Après avoir été un temps l'héritier du trône de Grèce (1832-1844), il devient régent et héritier du royaume de Bavière (1886-1912). Sa régence est notamment marquée par le recul progressif des intérêts bavarois derrière ceux de l'Empire allemand.

## Famille
Le prince Luitpold est le troisième fils du roi Louis Ier (1786-1868) et de son épouse Thérèse de Saxe-Hildburghausen (1792-1854). Ses frères aînés sont les rois Maximilien II de Bavière (1811-1864) et Othon Ier de Grèce (1815-1867).
Le 1er avril 1844, Luitpold épouse, à Florence, la princesse Auguste-Ferdinande de Habsbourg-Toscane (1825-1864), fille du grand-duc Léopold II de Toscane (1797-1870). De ce mariage naissent quatre enfants :
- Louis III (1845-1921), régent puis roi de Bavière, qui épouse, en 1868, la princesse Marie-Thérèse de Modène (1849-1919) ;
- Léopold de Bavière (1846-1930), prince de Bavière, qui épouse, en 1873, l'archiduchesse Gisèle d'Autriche (1856-1932) ;
- Thérèse de Bavière (1850-1925), princesse de Bavière. C'est une voyageuse, chercheuse en botanique et docteur de plusieurs universités qui laisse son nom attaché à la découverte de nombreuses plantes ;
- Arnulf de Bavière (1852-1907), prince de Bavière, qui épouse, en 1882, la princesse Thérèse de Liechtenstein (1850-1938).

## Biographie

### Un prince catholique
En 1832, en raison de l'hellénophilie du roi Louis Ier, le traité de Londres donne la couronne de Grèce à son fils cadet, le prince Othon de Bavière, qui, à 17 ans, devient le roi Othon Ier de Grèce. Le traité reconnaît par ailleurs le prince Luitpold, troisième fils du roi, âgé de 11 ans, comme héritier du trône dans l'attente d'une naissance princière dans le foyer d'Othon. Le nouveau roi de Grèce n'ayant pas d'enfant, Luitpold ou son fils Louis semblent promis à lui succéder. Cependant, la Constitution adoptée par la Grèce en 1843 stipule que l'héritier du trône doit professer la religion orthodoxe. Or, ni Luitpold ni aucun des membres de sa Maison n'est prêt à abjurer le catholicisme. Cette situation aboutit à une crise successorale qui débouche sur la déposition d'Othon Ier et de son épouse Amélie d'Oldenbourg en 1862.
Alors que son frère aîné, promis au trône de Bavière, épouse en 1842 une princesse prussienne et protestante, le prince Luitpold épouse en 1844 une archiduchesse d'Autriche catholique, fille du grand-duc de Toscane. Le couple a quatre enfants. La princesse meurt en 1864 à l'âge de 39 ans.

### Un prince bavarois
En septembre 1846, Luitpold entreprend un grand voyage en Orient d'une durée de quatre mois. Après avoir traversé le Danube (via Galați) et la mer Noire, il arrive le 7 octobre à Constantinople, où il reste trois semaines, jusqu'au 27 octobre. Il séjourne alors à l'ambassade d'Autriche. L'interprète autrichien Theodor Ritter von Schwarzhuber, alors en poste à Constantinople, rédige un rapport de 40 pages sur le séjour de Luitpold dans la capitale ottomane.
En 1848, confronté à l'agitation de ses peuples, le roi Louis Ier renvoie sa maîtresse Lola Montez, abdique et se retire à Nice. Il y meurt en 1868. Son fils aîné lui succède sous le nom de Maximilien II. Il meurt en 1864, laissant le trône à son fils de 19 ans, qui règne sous le nom de Louis II.
En 1866, la Bavière prend parti pour l'Autriche dans le conflit qui l'oppose à la Prusse et se retrouve dans le camp des vaincus ; après la défaite, Luitpold entreprend de réorganiser l'armée bavaroise selon le modèle prussien, tandis que la Prusse impose à la Bavière un traité d'alliance. En vertu de ce traité, en 1870, à la suite de la déclaration de guerre de la France à la Prusse, la Bavière est contrainte de soutenir la Prusse. Le roi Louis II invite ses pairs à proclamer le roi de Prusse victorieux empereur allemand. Luitpold assiste avec son neveu Othon à la proclamation impériale à Versailles, le 18 janvier 1871.
Un projet de mariage du jeune roi avec une cousine d'une branche cadette, Sophie-Charlotte en Bavière, ayant fait long feu, il apparaît de plus en plus clair que le souverain restera célibataire et n'aura pas de descendance légitime. Son frère et héritier Othon, devenu fou, est reclus au palais de Fürstenried en 1872.
Entre-temps, très proche de sa sœur cadette la duchesse douairière de Modène qui lui survivra deux ans, le prince Luitpold a marié son fils aîné Louis à l'archiduchesse Marie-Thérèse, princesse de Modène, nièce de sa sœur. Le couple a eu un fils, Rupprecht de Bavière en 1869, aîné d'une nombreuse progéniture. En 1873, le second fils, Léopold, a épousé l'archiduchesse Gisèle d'Autriche, fille aînée de l'empereur François-Joseph Ier et de l'impératrice née Élisabeth en Bavière, tandis que la princesse Thérèse, fille du prince Luitpold, devient une scientifique reconnue.

### Un régent pragmatique

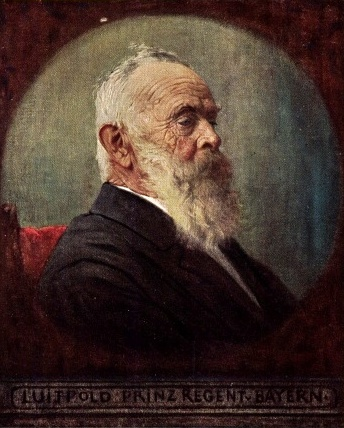
Luitpold de Bavière (1911).

En 1886, le roi Louis II, neveu de Luitpold, vit de plus en plus éloigné du monde, délaissant ses devoirs politiques et dilapidant les finances publiques dans la construction ruineuse de châteaux pharaoniques. Son frère et successeur, le prince Othon, est lui-même interné depuis 1872. 
Le 10 juin 1886, Louis II est déclaré inapte à régner et interné dans un de ses châteaux ; la régence est alors confiée à Luitpold, héritier du trône après ses deux neveux. Cependant, Louis II est retrouvé mort dans le lac de Starnberg une semaine plus tard et Othon est proclamé roi ; mais lui aussi étant inapte à régner, Luitpold demeure régent.
Contrairement aux souverains qui l'ont précédé, Luitpold adopte un style de gouvernement largement représentatif et se tient généralement très en retrait des décisions politiques, de sorte que le gouvernement et le Parlement gagnent en puissance. Luitpold laisse la gestion du royaume en grande partie à ses ministres libéraux et favorables à l'Empire, sous la présidence de Johann von Lutz (jusqu'en 1890), Friedrich Krafft von Crailsheim (jusqu'en 1903) puis Clemens von Podewils-Dürniz (en) (jusqu'en 1912). Ainsi, Luitpold, bien que catholique lui-même, soutient également l'attitude anticléricale de Johann von Lutz et l'hostilité du gouvernement bavarois à l'égard de l'Église et du catholicisme politique, ce qui le conduit en 1890 à empêcher la tenue d'un congrès catholique à Munich.
Le régent anoblit le gouverneur de ses fils, Ferdinand Malaisé, en 1887 et le prêtre missionnaire Johann Baptist von Anzer en 1897.
En 1900, son petit-fils aîné, le prince Rupprecht de Bavière, épouse une cousine de la branche cadette, Marie Gabrielle en Bavière, sœur de la reine Élisabeth de Belgique. En 1901, le prince-régent devient arrière-grand-père d'un petit garçon qui reçoit son prénom et qui est appelé à ceindre un jour la couronne bavaroise. Après une fille, la princesse Irmingard en 1902 (qui meurt au berceau en 1903 après avoir contracté la diphtérie), en 1905, naît un second garçon. Le nourrisson reçoit le prénom de son oncle, le futur Albert Ier de Belgique. En 1906, la princesse accouche d'une fille mort-née et en 1909, naît un troisième garçon, le prince Rodolphe.
En 1902, le Landtag refuse d'accorder au prince-régent les 100 000 marks qu'il avait réclamés pour l'achat d'œuvres d'art. Cette opposition parlementaire suscite la controverse dans tout l'Empire, au point que l'empereur Guillaume II propose à Luitpold de lui verser la somme non allouée et s'indigne de « l'ingratitude sordide » des députés bavarois. Bien que le régent décline la proposition, la colère se fait encore plus forte au Parlement en raison de l'ingérence impériale. Néanmoins, Luitpold accepte tout à fait l'intégration croissante de la Bavière dans l'Empire et ne s'oppose que sur les questions de centralisation dans le domaine militaire, généralement sans succès.
En 1908, il fait savoir qu'il est opposé à la peine de mort et qu'il gracierait tout condamné. Au salon parisien de la Société nationale des beaux-arts de 1911, son portrait en majesté, œuvre de Carl Ernst von Stetten, est exposé. Luitpold se passionne pour la nature, la forêt et, en tant qu'alpiniste, pour les montagnes.
Le 26 juin 1912, le petit prince Rodolphe, âgé de 3 ans, meurt victime du diabète sucré. La princesse Marie-Gabrielle meurt en octobre de la même année à l'âge de 34 ans. Le prince-régent les suit dans la tombe le 12 décembre 1912 à l'âge de 91 ans. Toute la noblesse européenne se réunit à Munich pour ses funérailles. Il est inhumé dans la crypte de l'église des Théatins, dans le caveau familial des Wittelsbach.

## Décorations
Parmi les nombreuses décorations qu'il arbore, Luitpold est chevalier de l'ordre de la Toison d'or.

## Hommages

### Dans la littérature
Guillaume Apollinaire fait allusion au prince dans son recueil de poèmes Alcools :
Luitpold, le vieux prince régent

Tuteur de deux royautés folles

Sanglote-t-il en y songeant

Quand vacillent les lucioles

Mouches dorées de la Saint-Jean

### Toponymie et odonymie
Le pont du Prince Régent, sur l'Isar, à Munich, est nommé ainsi en l'honneur de Luitpold de Bavière.
Il en est de même du Luitpoldpark, à Munich aussi.

### Pâtisserie
Le Prinzregententorte (gâteau du prince-régent) est conçu en 1886 pour son anniversaire. Ce gâteau est populaire dans toute la Bavière.

### Expositions
- Weltbad Kissingen & Prinzregent Luitpold – Innovativ. International. Königlich (du 12 mai 2021 au 7 février 2022 au Museum Upper Saline (de))[10].
- Glanzvolle Glückwünsche – Geburtstagsgaben für Prinzregent Luitpold (du 23 septembre 2021 au 27 mars 2022 au Musée national bavarois)[11],[12].